# Ankusadoddi, Lingsugur
Ankusadoddi là một làng thuộc tehsil Lingsugur, huyện Raichur, bang Karnataka, Ấn Độ.